# Asterocampa celtis
Asterocampa celtis là một loài bướm Bắc Mỹ thuộc họ Nymphalidae. Nó lấy tên của nó từ cây Celtis occidentalis và những loài khác trong chi Celtis) mà nó đẻ trứng của nó. Cây hackberry là cây chủ duy nhất cho A. celtis và là nguồn thức ăn cho ấu trùng.
Chúng thường được tìm thấy dọc theo nguồn nước và vùng đất thấp, mặc dù nó sống trong một phạm vi rộng của môi trường sống. Một đặc điểm đáng chú ý khác là hiếm khi bị phát hiện khi đến thăm một bông hoa, được coi là không bình thường đối với một con bướm.
Loài trong chi Asterocampa được coi là sinh vật "lừa đảo", vì những con bướm này không thụ phấn hoa khi chúng ăn từ chúng. Loài này có thể được mô tả chính xác hơn là ký sinh trùng với vật chủ và nguồn thức ăn từ khi chúng chiết xuất chất dinh dưỡng mà không cung cấp bất kỳ lợi ích nào cho vật chủ.